# Норкино (Калтасинський район)
Но́ркино (рос. Норкино, башк. Нөркә) — присілок у складі Калтасинського району Башкортостану, Росія. Входить до складу Калегінської сільської ради.
Населення — 115 осіб (2010; 118 у 2002).
Національний склад:
- марійці — 91 %